# Perkunas Virgae
Le Perkunas Virgae sono una struttura geologica della superficie di Titano.